# Питър Уот
Питър Уот (на английски: Peter Watt) е австралийски писател на бестселъри в жанра съвременен и исторически роман.

## Биография и творчество
Питър Уот е роден през 1949 г. в Сидни, Австралия. Израства през 50-те г. във ферма на заселник, сред ветераните от войната в Корея. Учи в интерната „Свети Франциск“ в Лиитън, Нов Южен Уелс, и в колежа „Шевалие“ в Боурал, Нов Южен Уелс, който завършва през 1968 г.
Макар да мечтае да пише, след завършването си иска да стане войник и през 1969 г. постъпва за три години в армията. Като войник е в специалните части във Виетнам. После работи на различни места като моряк на траулер за скариди, строителен работник, продавач на недвижими имоти, помощник чиновник при адвокат и частен детектив.
Когато е на 30 г., отново има желание да пише, но в името на семейството става полицейски сержант в продължение на 10 години в Нов Южен Уелс. За този си период той казва: „Полицията се живее на ръба и преживява най-лошото, и най-доброто в човечеството.“. 2 години е съветник на Кралската жандармерия на Папуа Нова Гвинея.
Заедно с работата си завършва с бакалавърска степен от Университета на Тасмания, има следдипломна квалификация за обучение и развитие от Университета на Нова Англия, и асоциирана диплома за правосъдна администрация от университета „Чарлс Стърт“. Живял е и е работил с аборигени и островитяни. Говори, чете и пише на виетнамски и пиджин.
Когато наближава своята 50-годишнина, решава да осъществи мечтата си да пише. Първият му роман „Черните гарвани“ от историческата поредица „Граница“ е публикуван през 1999 г. Той е смесица от приключенски и исторически роман екшън, екшън и романтика, и е на основата на историята на Австралия в края на XIX и началото на XX век.
Характерно за произведенията на писателя е, че те представят историята и историческите събития откъм тяхното „човешко лице“, като отразяват въздействието им върху живота на предците. Неговите творби са преведени на всички основни езици по света.
Той е член на Австралийския институт по мениджмънт, Австралийския институт за обучение и развитие, на Австралийското дружество на авторите и е един от основателите на Сдружението на режисьорите и писателите – „STARS“.
Питър Уот живее в Маклийн, окръг Кларънс, Северен Нов Южен Уелс. Обича гмуркането и риболова, военната история, добрите приятели, и огромните открити пространства на пустошта на Куинсланд.

### Самостоятелни романи
- The Silent Frontier (2006)
- The Stone Dragon (2008)
Каменният дракон, изд.: ИК „Плеяда“, София (2011), прев. Светлана Павлова
- The Frozen Circle (2008)

### Серия „Граница – Сага за фамилиите Дъфи и Макинтош“ (Frontier)
1. Cry of the Curlew (1999)
Черните гарвани, изд.: ИК „Плеяда“, София (2006), прев. Маргарита Терзиева
2. Shadow of the Osprey (1999)
Сянката на орела, изд.: ИК „Плеяда“, София (2006), прев. Маргарита Терзиева
3. Flight of the Eagle (2001)
Горда птица, изд.: ИК „Плеяда“, София (2007), прев. Маргарита Терзиева
4. To Chase the Storm (2003)
Родени в бурята, изд.: ИК „Плеяда“, София (2008), прев. Димитър Добрев
5. To Touch the Clouds (2009)
6. To Ride the Wind (2010)
7. Beyond the Horizon (2012)
8. War Clouds Gather (2013)
9. And Fire Falls (2014)
10. Beneath a Rising Sun (2015)
11. While the Moon Burns (2016)
12. From the Stars Above (2017)

### Серия „Папуа“ (Papua)
1. Papua (2002)
Папуа, изд.: ИК „Плеяда“, София (2008), прев. Маргарита Терзиева
2. Eden (2004)
Едем, изд.: ИК „Плеяда“, София (2008), прев. Петър Нинов
3. The Pacific (2011)

### Серия „Капитан Ян Стийл“ (Captain Ian Steele)
1. The Queen's Colonial (2018)
2. The Queen's Tiger (2019)
3. The Queen's Captain (2020)
4. The Colonial's Son (2021)
5. Call of Empire (2022)
6. The Ghosts of August (2024)